# Antonieta Sanagustín

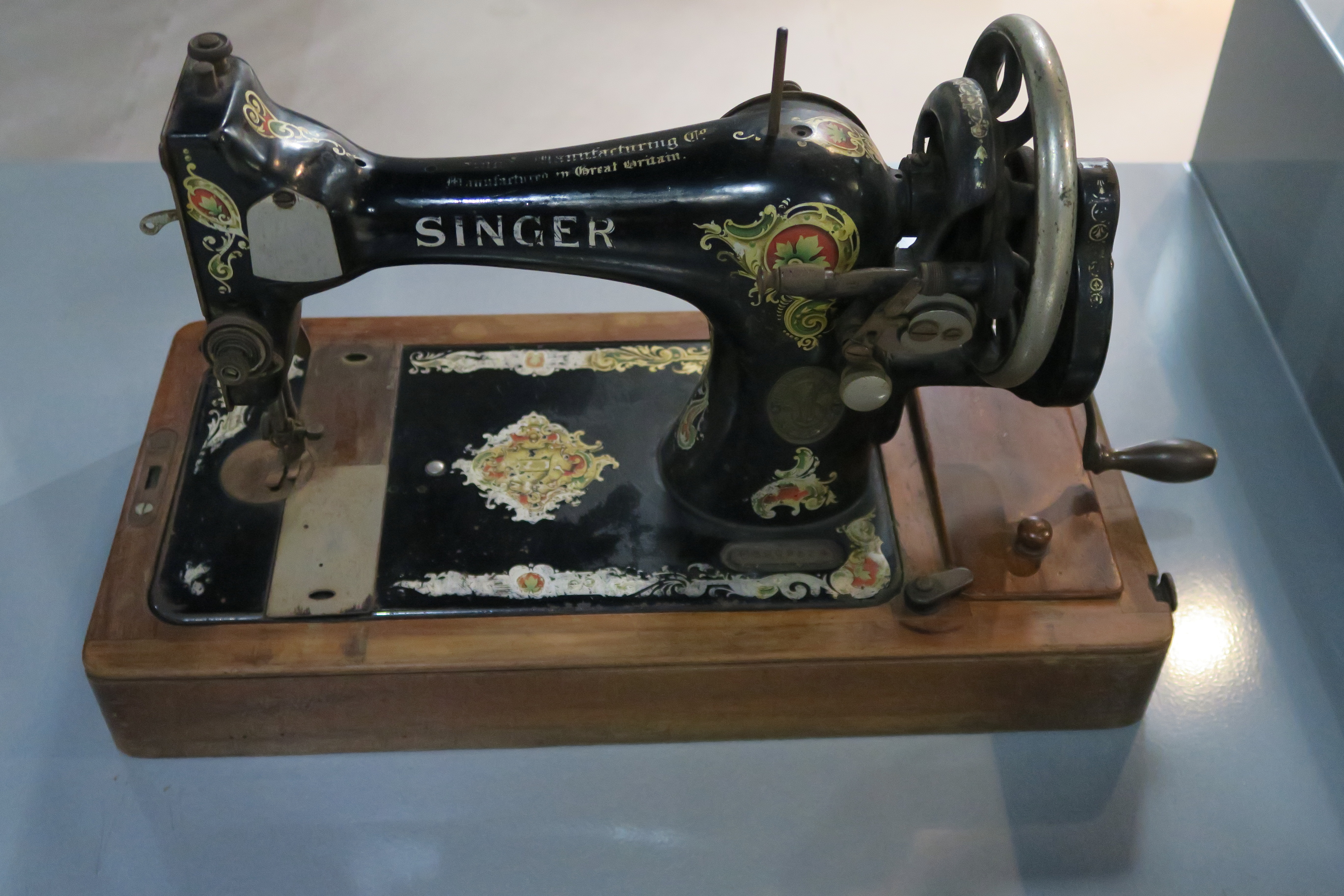
Una máquina de coser Singer como la que usó en su taller

María Antonieta Sanagustín Ciria (Graus, 1924 - Huesca, 5 de abril de 2020) fue una modista e indumentarista tradicional española considerada el máximo exponente contemporáneo de la recuperación del patrimonio textil de la indumentaria tradicional altoaragonesa.

## Trayectoria
Nació en Graus en 1924 y se trasladó a Huesca a los seis meses. Comenzó a coser y bordar a los 12 años, y dedicó su vida a la confección de prendas e indumentarias tradicionales, especialmente de la provincia de Huesca. Su trabajo de confección lo desarrolló en su taller de la calle Ramiro el Monje, la Correría, con una máquina de coser Singer.
Con su trabajo, contribuyó a la conservación de prendas e indumentarias tradicionales aragonesas y a la divulgación de las tradiciones oscenses. En esa línea, en 2014, Sanagustín cedió parte de su patrimonio a la exposición "Antonieta Sanagustín. Una vida dedicada a la indumentaria" sobre indumentaria tradicional, que se organizó en la Sala de Exposiciones de Bantierra.
Falleció en abril de 2020 por coronavirus durante los primeros meses de la pandemia de COVID-19.

## Reconocimientos
El Ayuntamiento de Huesca otorgó a Sanagustín la Parrilla de Oro en 2000. Posteriormente, el Diario del Alto Aragón le entregó la Pajarita de Oro en Cultura de 2014. En 2018, se le rindió tributo en el Centro de Arte y Naturaleza de Huesca por toda una vida dedica a la confección de prendas y trajes regionales, y por su trabajo en investigar y recuperar la importancia de la indumentaria tradicional altoaragonesa, cosiendo trajes de diferentes valles y zonas de la provincia de Huesca.
En 2020, la Academia de las Artes del Folclore y la Jota de Aragón nombró a Sanagustín Académica de Honor junto a otras grandes figuras del folclore y la jota de Aragón por preservar, difundir y valorar el legado cultural. Ese mismo año, Radio Huesca lanzó un concurso de indumentaria tradicional con el nombre de "Antonieta Sanagustín" como homenaje.